# L'amore non ha fine
L'amore non ha fine è il disco postumo di Valentina Giovagnini, distribuito dalla casa discografica Edel Music.

## Descrizione
La pubblicazione dell'album, contenente 12 brani più 2 ghost track, è stata fortemente voluta dai familiari dell'artista. I ricavati delle vendite vanno a finanziare l'associazione no profit intitolata alla memoria dell'artista.
Le canzoni presenti nell'album sono prodotte da Verba Manent fatta eccezione per Sonnambula, prodotta da Ala Bianca.
Tutte le canzoni sono state scritte principalmente da Davide Pinelli e Vincenzo Incenzo, con cui Valentina è coautrice dei brani L'altra metà della Luna, Voglio quello che sento e Bellissima idea. Il brano Sonnambula è stato invece scritto da Ivana Gatti e Gianni Maroccolo. Entrambi hanno partecipato poi alla registrazione del brano, la Gatti al pianoforte e Maroccolo al basso.
La title track vede la partecipazione del tenore Aldo Caputo, ed è accompagnata da un videoclip, l'ultimo registrato da Valentina.
Il disco è il seguito ideale del lavoro precedente, Creatura nuda. L'album fonde alla tradizione celtica e alla musica elettronica, già presenti nel primo lavoro, dei motivi e delle sonorità pop tipiche della musica leggera italiana. Anche in quest'album si evidenzia la ricerca basata principalmente sul connubio fra tradizione musicale antica e moderna. Il disco spazia su sperimentazioni sonore che mescolano svariati stili musicali: dal tango alla musica psichedelica, dalla musica lirica al folk irlandese.
Il brano Voglio quello che sento verrà inserito qualche anno dopo nella colonna sonora del film Dalla vita in poi, per la regia di Gianfrancesco Lazotti, così come Il passo silenzioso della neve, tratta dall'album precedente.
Il disco contiene anche due cover: Hallelujah di Leonard Cohen e Somewhere Over the Rainbow di Harold Arlen e H.Y. Harburg, originariamente composta per la colonna sonora del film Il mago di Oz del 1939.
Con tre diversi brani presenti nell'album, Valentina Giovagnini tentò di ritornare sul palco di Sanremo: nel 2003 (L'amore non ha fine), 2004 (L'attesa infinita) e 2008 (Sonnambula), ma venne sempre esclusa durante le selezioni.

## Tracce
1. L'amore non ha fine – 3:23 (testo: Vincenzo Incenzo – musica: Davide Pinelli)
2. L'altra metà della Luna – 3:09 (testo: Vincenzo Incenzo, Valentina Giovagnini – musica: Davide Pinelli)
3. L'attesa infinita – 3:05 (testo: Vincenzo Incenzo – musica: Davide Pinelli)
4. Continuamente – 3:24 (testo: Vincenzo Incenzo – musica: Davide Pinelli)
5. Voglio quello che sento – 3:13 (testo: Vincenzo Incenzo, Valentina Giovagnini – musica: Davide Pinelli)
6. Non piango più – 3:54 (testo: Vincenzo Incenzo – musica: Davide Pinelli)
7. Bellissima idea – 4:05 (testo: Vincenzo Incenzo, Valentina Giovagnini – musica: Davide Pinelli)
8. La mia natura – 3:47 (testo: Vincenzo Incenzo – musica: Davide Pinelli)
9. Non dimenticare mai – 4:23 (testo: Vincenzo Incenzo – musica: Davide Pinelli)
10. Nei silenzi miei – 3:23 (testo: Vincenzo Incenzo – musica: Davide Pinelli)
11. Sonnambula – 4:06 (testo: Ivana Emilia Gatti – musica: Ivana Emilia Gatti, Gianni Maroccolo)
12. Ogni viaggio che ho aspettato – 3:51 (testo: Vincenzo Incenzo – musica: Davide Pinelli)
13. Hallelujah (ghost track) – 4:45 (Leonard Cohen)
14. Somewhere Over the Rainbow (ghost track) – 3:51 (testo: E.Y. Harburg – musica: Harold Arlen)

## Formazione
- Valentina Giovagnini - voce, tin whistle, pianoforte
- Davide Pinelli - tastiera, sintetizzatore
- Walter Rizzo - batteria, cornamusa
- Gianni Maroccolo - basso
- Ivana Gatti - pianoforte
- Stefano Cerisoli - chitarra
- Clemente Ferrari - pianoforte
- Massimo Fumanti - basso, chitarra
- Vanessa Cremaschi - direzione sezione d'archi
- Aldo Caputo - voce tenorile

## Classifiche
| Classifica (2009) | Posizione massima |
| ----------------- | ----------------- |
| Italia            | 61                |